# Leptodactylus petersii
Leptodactylus petersii är en groddjursart som först beskrevs av Franz Steindachner 1864.  Leptodactylus petersii ingår i släktet Leptodactylus och familjen tandpaddor. IUCN kategoriserar arten globalt som livskraftig. Inga underarter finns listade i Catalogue of Life.